# Черница (приток Вятки)

Черница — река в России, протекает в Белохолуницком районе Кировской области. Устье реки находится в 993 км по левому берегу реки Вятки. Длина реки составляет 22 км.
Исток реки в лесах в 6 км к северо-востоку от посёлка Каменное (Троицкое сельское поселение). Река течёт на север, затем на северо-запад по ненаселённому, заболоченному лесному массиву. Приток — Горелка (левый). Впадает в Вятку чуть ниже посёлка Подрезчиха.

## Данные водного реестра
По данным государственного водного реестра России относится к Камскому бассейновому округу, водохозяйственный участок реки — Вятка от истока до города Киров, без реки Чепца, речной подбассейн реки — Вятка. Речной бассейн реки — Кама.
По данным геоинформационной системы водохозяйственного районирования территории РФ, подготовленной Федеральным агентством водных ресурсов:
- Код водного объекта в государственном водном реестре — 10010300212111100030382
- Код по гидрологической изученности (ГИ) — 111103038
- Код бассейна — 10.01.03.002
- Номер тома по ГИ — 11
- Выпуск по ГИ — 1